# Gărcinovo, Tărgoviște
Gărcinovo (în bulgară Гърчиново) este un sat în comuna Opaka, regiunea Tărgoviște,  Bulgaria. 

## Demografie
Componența etnică a satului Gărcinovo
     Turci (69,41%)
     Bulgari (27,39%)
     Nicio identificare (3,19%)
     Altele (0%)
La recensământul din 2011, populația satului Gărcinovo era de 595 locuitori. Din punct de vedere etnic, majoritatea locuitorilor (69,41%) erau turci, cu o minoritate de bulgari (27,39%). Pentru 3,19% din locuitori nu este cunoscută apartenența etnică.